# Bill Anschell

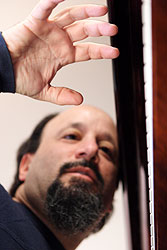
Bill Anschell

Bill Anschell (Seattle, Washington) is een Amerikaanse jazzpianist, componist, arrangeur en auteur.

## Biografie
Bill Anschell studeerde aan Oberlin College en tot 1982 aan de Wesleyan universiteit, waar hij compositieles had bij Bill Barron en Zuidindiase muziek volgde bij T. Ranganathan. Hij woonde drie jaar in Madison, Wisconsin, waar hij werkte met de bassist Richard Davis. Van 1989 tot 2002 werkte hij in Atlanta als bandleider en coördinator van de Southern Arts Federation, daarnaast trad hij met zijn trio op in het zuidoosten van de V.S.. In 1995 verscheen zijn debuutalbum Rhythm Changes, in 2001 was hij Composer-in-residence van het American Composers Forum. Sinds 2002 woont hij weer in Seattle.
Anschell werkte onder andere met Lionel Hampton, Nnenna Freelon, Tierney Sutton, Russell Malone, Russell Gunn en Ron Carter. Zijn composities werden onder meer opgenomen door Freelon (op het met een Grammy genomineerde album Shaking Free en de platen Heritage en Listen). Daarnaast schreef hij composities voor de tv-series The West Wing, Damages en The Wire, alsook voor de PBS-speelfilm Old Settler. Anschell is tevens de auteur van Jazz in the Concert Setting en Who Can I Turn To?. Hij was ook producent van het radioprogramma JazzSouth (1992–2002).
Anschell speelde onder meer op het North Sea Jazz Festival.

## Discografie
- Rhythm Changes (Consolidated Artists, 1995)
- A Different Note All Together (Accurate Records, 1998)
- When Cooler Heads Prevail (Summit Records, 2001)
- More to the Ear Than Meets the Eye (Origin Records, 2006)
- We Couldn't Agree More (2009)